# Rouvray-Saint-Denis
Rouvray-Saint-Denis és un municipi francès, situat al departament de l'Eure i Loir i a la regió de Centre – Vall del Loira. L'any 2007 tenia 420 habitants.

## Demografia

### Població
El 2007 la població de fet de Rouvray-Saint-Denis era de 420 persones. Hi havia 156 famílies, de les quals 33 eren unipersonals (12 homes vivint sols i 21 dones vivint soles), 45 parelles sense fills, 66 parelles amb fills i 12 famílies monoparentals amb fills.
La població ha evolucionat segons el següent gràfic:
Habitants censats

### Habitatges
El 2007 hi havia 181 habitatges, 156 eren l'habitatge principal de la família, 11 eren segones residències i 14 estaven desocupats. 177 eren cases i 2 eren apartaments. Dels 156 habitatges principals, 145 estaven ocupats pels seus propietaris, 9 estaven llogats i ocupats pels llogaters i 2 estaven cedits a títol gratuït; 1 tenia una cambra, 7 en tenien dues, 26 en tenien tres, 33 en tenien quatre i 89 en tenien cinc o més. 112 habitatges disposaven pel capbaix d'una plaça de pàrquing. A 70 habitatges hi havia un automòbil i a 80 n'hi havia dos o més.

### Piràmide de població
La piràmide de població per edats i sexe el 2009 era:
| Homes | Edats   | Dones |
| ----- | ------- | ----- |
| 1     | 95 o +  | 0     |
| 0     | 90 a 94 | 3     |
| 2     | 85 a 89 | 4     |
| 5     | 80 a 84 | 3     |
| 2     | 75 a 79 | 5     |
| 14    | 70 a 74 | 9     |
| 4     | 65 a 69 | 11    |
| 10    | 60 a 64 | 7     |
| 3     | 55 a 59 | 8     |
| 10    | 50 a 54 | 4     |
| 12    | 45 a 49 | 10    |
| 15    | 40 a 44 | 15    |
| 17    | 35 a 39 | 12    |
| 24    | 30 a 34 | 19    |
| 10    | 25 a 29 | 15    |
| 4     | 20 a 24 | 4     |
| 6     | 15 a 19 | 7     |
| 17    | 10 a 14 | 14    |
| 13    | 5 a 9   | 13    |
| 12    | 0 a 4   | 15    |

## Economia
El 2007 la població en edat de treballar era de 253 persones, 200 eren actives i 53 eren inactives. De les 200 persones actives 191 estaven ocupades (105 homes i 86 dones) i 8 estaven aturades (5 homes i 3 dones). De les 53 persones inactives 13 estaven jubilades, 22 estaven estudiant i 18 estaven classificades com a «altres inactius».

### Ingressos
El 2009 a Rouvray-Saint-Denis hi havia 166 unitats fiscals que integraven 442,5 persones, la mediana anual d'ingressos fiscals per persona era de 20.998 €.

### Activitats econòmiques
Dels 10 establiments que hi havia el 2007, 1 era d'una empresa extractiva, 2 d'empreses de fabricació d'altres productes industrials, 2 d'empreses de construcció, 2 d'empreses de transport, 2 d'empreses financeres i 1 d'una empresa immobiliària.
Dels 2 establiments de servei als particulars que hi havia el 2009, 1 era un paleta i 1 lampisteria.
L'any 2000 a Rouvray-Saint-Denis hi havia 20 explotacions agrícoles que ocupaven un total de 1.378 hectàrees.

## Equipaments sanitaris i escolars
El 2009 hi havia una escola elemental.

## Poblacions més properes
El següent diagrama mostra les poblacions més properes.